# توني مارتن (رسام)
توني مارتن (بالإنجليزية: Tony Martin)‏ هو رسام أمريكي، ولد في 1937.